# Сегене
Сеген мак Фиахна (гэльск. Ségéne mac Fiachnaí; 12 августа 652) — пятый настоятель монастыря Айона, святой Католической церкви, память 12 августа.
Св. Сеген был настоятелем монастыря Айона с 623 по 652 год. Он был из рода Сенел Конэйл (en:Cenél Conaill), родственником по крови св. Колумбы (Columba, и приходился племянником предшествующему настоятелю, Ласрену (Lasrén). Во время настоятельства св. Сегена начался спор относительно датировки Пасхи. Известно, что св. Сеген упорно защищал гаэльскую датировку и подписал в связи с этим письмо папе римскому Северину в 638 году.
Сеген также основал первую гаэльскую миссию среди англов, послав в их края сначала Кормана (Corman), а затем — св. Айдана. Св. Айдан при поддержке св. Освальда, короля Нортумбрии (который сам провёл некоторое время в монастыре Айона в изгнании), основал дочерний монастырь и епархию (bishopric) в Линдисфарне. Неизвестно, знал ли св. Сеген св. Колумбу, но он был собирателем и распространителем историй об этом святом.
Св. Сеген скончался 12 августа 652 года.